# Gerhardus Dieters
Gerhardus Dieters jr. (Eexterveen, 17 augustus 1902 – Nieuw Annerveen, 22 januari 1980) was een Nederlands nationaalsocialistisch politicus.
Dieters oefende in het veenkoloniale dorpje Annerveen op een middelgroot bedrijf het boerenberoep uit. Op 16 januari 1932 was hij mede-oprichter van de Drentsche Boerenbond en in hetzelfde jaar werd hij kringbestuurslid van de Nationale Bond Landbouw en Maatschappij. In juni 1933 werd hij lid van de Nationaal-Socialistische Beweging (NSB) van Anton Mussert. Hij ontving het stamboeknummer 4646. Dieters was vooral onder invloed van de diep ingrijpende landbouwcrisis in de jaren dertig maatschappelijk en politiek actief geworden. Hij was een begaafd spreker op bijeenkomsten van zowel Landbouw en Maatschappij als de NSB. Hij gaf op deze bijeenkomsten in toenemende mate blijk van zijn anticommunistische en antidemocratische gezindheid.
In 1935 werd hij fractieleider van de NSB in Provinciale Staten van Drenthe en twee jaar later districtsleider van dezelfde partij in deze provincie. Namens de NSB had hij vanaf 1937 tevens zitting in de Tweede Kamer. In het parlement raakte hij bevriend met Mr. M.M. Rost van Tonningen en mede onder diens invloed etaleerde hij sterke anti-Joodse gevoelens en werd aanhanger van de meer radicale, volkse richting binnen de NSB en de daarbij horende bloed- en bodemideologie. 
In 1941 meldde hij zich aan voor de Nederlandsche SS en een jaar later werd hij ingelijfd bij de Germaansche SS. Door tussenkomst van Mussert hoefde hij geen eed op Adolf Hitler af te leggen. In mei 1943 werd hij uitgezonden om in Duitsland Nederlandse dwangarbeiders te ronselen voor de Waffen SS. In de eerste helft van 1944 vocht hij als SS-man mee aan het Oostfront. Hiervoor ontving hij het IJzeren kruis tweede klasse en werd bevorderd tot SS-Oberscharführer der Waffen-SS en tegelijkertijd tot SS-Hauptsturmführer van de Germaansche SS in Nederland. 
Teruggekeerd in Nederland kwam hij vlak voor Dolle Dinsdag in september 1944 in conflict met Mussert, die hem ervan beschuldigde de NSB stelselmatig te hebben ondermijnd. Hij legde daarop zijn functie als districtsleider van de NSB in Drenthe neer en ontplooide tot het eind van de oorlog geen noemenswaardige activiteiten meer als nationaalsocialist. In november 1949 werd Dieters door de Bijzondere Strafkamer in Assen veroordeeld tot tien jaar detentie met aftrek van voorarrest en een geldboete van 5000 gulden. In de loop van 1951 kwam hij vervroegd vrij. Hij bleef na zijn vrijlating contacten onderhouden met de weduwe van Rost van Tonningen.